# German Open 2000 (Badminton)
Die German Open 2000 im Badminton fanden in Duisburg vom 11. bis 15. Oktober 2000 statt. Das Preisgeld betrug 50.000 USD.

## Austragungsort
- Rhein-Ruhr-Halle

## Sieger und Platzierte
| Disziplin    | Gold                            | Silber                       | Bronze                             |
| ------------ | ------------------------------- | ---------------------------- | ---------------------------------- |
| Herreneinzel | Vladislav Druzchenko            | Agus Hariyanto               | Chen Yu                            |
| Herreneinzel | Vladislav Druzchenko            | Agus Hariyanto               | Oliver Pongratz                    |
| Dameneinzel  | Dong Fang                       | Hu Ting                      | Elena Nozdran                      |
| Dameneinzel  | Dong Fang                       | Hu Ting                      | Brenda Beenhakker                  |
| Herrendoppel | Michael Søgaard Jim Laugesen    | Michael Lamp Jonas Rasmussen | Joachim Fischer Nielsen Janek Roos |
| Herrendoppel | Michael Søgaard Jim Laugesen    | Michael Lamp Jonas Rasmussen | Anthony Clark Ian Sullivan         |
| Damendoppel  | Lu Ying Huang Sui               | Yoshiko Iwata Haruko Matsuda | Ang Li Peng Chor Hooi Yee          |
| Damendoppel  | Lu Ying Huang Sui               | Yoshiko Iwata Haruko Matsuda | Katja Michalowsky Anika Sietz      |
| Mixed        | Jonas Rasmussen Jane F. Bramsen | Ian Sullivan Gail Emms       | Yuzo Kubota Haruko Matsuda         |
| Mixed        | Jonas Rasmussen Jane F. Bramsen | Ian Sullivan Gail Emms       | Mathias Boe Britta Andersen        |

## Finalergebnisse
| Disziplin    | Sieger                          | Finalist                     | Ergebnis           |
| ------------ | ------------------------------- | ---------------------------- | ------------------ |
| Herreneinzel | Vladislav Druzchenko            | Agus Hariyanto               | 17–15, 15–4        |
| Dameneinzel  | Dong Fang                       | Hu Ting                      | 11–6, 11–3         |
| Herrendoppel | Michael Søgaard Jim Laugesen    | Michael Lamp Jonas Rasmussen | 16–17, 15–10, 15–7 |
| Damendoppel  | Lu Ying Huang Sui               | Yoshiko Iwata Haruko Matsuda | 15–5, 15–3         |
| Mixed        | Jonas Rasmussen Jane F. Bramsen | Ian Sullivan Gail Emms       | 15–3, 7–15, 15–4   |

## Herreneinzel Qualifikation
- Peter Moritz –  Marc Zwiebler: 11-15 / 15-3 / 15-13
- Johnathan Lewis –  Marek Bujak: 15-6 / 15-3
- Sachin Ratti –  Stephan Löll: 15-8 / 15-6
- Toru Matsumoto –  Maurice Niesner: 15-6 / 15-6
- Karim Rezig –  Michael Cassel: 15-6 / 15-10
- Olivier Fossy –  Matthias Becker: 15-4 / 8-15 / 17-16
- Xie Yangchun –  Jan Junker: 15-6 / 15-6
- Matthias Kuchenbecker –  Thimm Spitzer: 15-2 / 15-4
- Franklin Wahab –  Danny Schwarz: 15-13 / 15-9
- Sebastian Schmidt –  Salim Sameon: 15-1 / 15-3
- Kasper Nielsen –  Philipp Knoll: 15-12 / 15-12
- Timo Teulings –  Gregor Hönscheid: 15-9 / 9-15 / 15-4
- Xiao Li –  Matthias Krawietz: 15-4 / 15-4
- Fumihiko Machida –  Peter Moritz: 15-10 / 15-7
- Steve Marvin –  Thomas Røjkjær Jensen: 15-11 / 15-7
- Johnathan Lewis –  David Papendick: 15-2 / 15-7
- Sachin Ratti –  Guntur Hariono: 17-14 / 15-4
- Toru Matsumoto –  Robin Niesner: 15-12 / 15-9
- Yong Yudianto –  Roman Spitko: 15-11 / 15-5
- Martin Delfs –  Karim Rezig: 15-3 / 15-6
- Aamir Ghaffar –  Olivier Fossy: 15-7 / 15-10
- Chen Yu  –  Xie Yangchun: 13-15 / 15-4 / 15-2
- Kurt Nijs –  Karl-Heinz Gerber: 17-14 / 15-3
- Dharma Gunawi –  Muhammad Hafiz Hashim: 15-11 / 15-4
- Ian Maywald –  Søren B. Nielsen: 15-11 / 15-5
- Stuart Arthur –  Marc Hannes: 15-14 / 15-6
- Jochen Cassel –  Matthias Kuchenbecker: 15-7 / 6-15 / 15-6
- Stacey Bouwman –  Franklin Wahab: 15-8 / 15-10
- Kasper Nielsen –  Karsten Riotte: 15-1 / 15-7
- Mihail Popov –  Timo Teulings: 15-13 / 15-1
- Xiao Li –  Wouter Claes: 15-0 / 15-3
- Fumihiko Machida –  Steve Marvin: 15-10 / 10-15 / 15-13
- Sachin Ratti –  Johnathan Lewis: 15-5 / 15-1
- Toru Matsumoto –  Christoph Clarenbach: 15-1 / 15-4
- Yong Yudianto –  Martin Delfs: 15-8 / 15-7
- Chen Yu  –  Aamir Ghaffar: 15-12 / 15-10
- Dharma Gunawi –  Kurt Nijs: 15-5 / 15-2
- Ian Maywald –  Stuart K. Arthur: 15-13 / 15-8
- Jochen Cassel –  Stacey Bouwman: 15-11 / 15-8
- Sebastian Schmidt –  Kasper Nielsen: 15-9 / 15-5
- Xiao Li –  Mihail Popov: 15-0 / 15-3

## Herreneinzel
- Andrew Dabeka –  Jürgen Koch: 15-9 / 15-6
- Mark Constable –  Jochen Cassel: 15-10 / 15-0
- Ramesh Nathan –  Niels Christian Kaldau: 15-7 / 15-8
- Xiao Li –  Björn Joppien: 15-9 / 15-13
- Kasper Ødum –  Heryanto Arbi: 13-15 / 15-6 / 15-6
- Yeoh Kay Bin –  Nabil Lasmari: 15-12 / 15-11
- Andreas Wölk –  Jan Vondra: 15-7 / 12-15 / 15-11
- Siddharth Jain –  Sachin Ratti: 15-12 / 15-8
- Yong Yudianto –  Mike Joppien: 15-1 / 15-8
- Chetan Anand –  Bobby Milroy: 15-9 / 3-15 / 15-9
- Michael Edge –  Sydney Lengagne: 15-13 / 15-10
- Kasper Fangel –  Jens Roch: 15-5 / 10-15 / 15-8
- Abhishek Bakshi –  Rune Massing: 15-9 / 15-6
- Abhinn Shyam Gupta –  Rehan Khan: 15-6 / 15-7
- Jean-Michel Lefort –  Frédéric Mawet: 15-13 / 15-13
- Conrad Hückstädt –  Andrew South: 15-5 / 3-15 / 15-10
- Richard Vaughan –  Martin Hagberg: 15-10 / 17-14
- Mark Constable –  Andrew Dabeka: 17-14 / 15-6
- Agus Hariyanto –  Gerben Bruijstens: 15-9 / 12-15 / 15-4
- Ramesh Nathan –  Xiao Li: 13-15 / 15-7 / 15-11
- Oliver Pongratz –  Shinya Ohtsuka: 17-16 / 15-11
- Yeoh Kay Bin –  Kasper Ødum: 15-6 / 15-8
- Ruud Kuijten –  Jonas Lyduch: 10-15 / 15-6 / 15-13
- Siddharth Jain –  Andreas Wölk: 15-1 / 15-11
- Yong Yudianto –  Chetan Anand: 15-6 / 15-11
- Ismail Saman –  Joachim Fischer Nielsen: 15-8 / 15-7
- Michael Edge –  Kasper Fangel: 8-15 / 15-9 / 15-10
- Vladislav Druzchenko –  Tjitte Weistra: 15-7 / 15-11
- Abhinn Shyam Gupta –  Abhishek Bakshi: 15-6 / 15-8
- Chen Yu  –  Colin Haughton: 15-10 / 15-6
- Jean-Michel Lefort –  Conrad Hückstädt: 12-15 / 15-4 / 15-3
- Anders Boesen –  Tam Kai Chuen: 15-5 / 15-13
- Richard Vaughan –  Mark Constable: 15-10 / 15-8
- Agus Hariyanto –  Ramesh Nathan: 15-4 / 15-7
- Oliver Pongratz –  Yeoh Kay Bin: 15-2 / 15-7
- Siddharth Jain –  Ruud Kuijten: 12-5 ret.
- Ismail Saman –  Yong Yudianto: 15-10 / 15-2
- Vladislav Druzchenko –  Michael Edge: 9-15 / 15-9 / 15-6
- Chen Yu  –  Abhinn Shyam Gupta: 15-11 / 15-12
- Anders Boesen –  Jean-Michel Lefort: 15-5 / 15-6
- Agus Hariyanto –  Richard Vaughan: 15-5 / 15-12
- Oliver Pongratz –  Siddharth Jain: 8-15 / 15-6 / 15-9
- Vladislav Druzchenko –  Ismail Saman: 15-7 / 15-3
- Chen Yu  –  Anders Boesen: 15-12 / 8-15 / 15-12
- Agus Hariyanto –  Oliver Pongratz: 15-5 / 15-12
- Vladislav Druzchenko –  Chen Yu: 15-7 / 15-3
- Vladislav Druzchenko –  Agus Hariyanto: 17-15 / 15-4

## Dameneinzel Qualifikation
- Caren Hückstädt –  Sofie Robbrecht: 8-11 / 11-1 / 11-0
- Parul Priyadarshini –  Sonja Martenstein: 11-4 / 11-5
- Ann Soenens –  Sophie Jutras: 11-6 / 11-9
- Birgit Overzier –  Nathalie Descamps: 11-7 / 11-6
- Liesbeth Dufraing –  Karin Schnaase: 2-11 / 11-9 / 11-5
- Tine Høy –  Heidi Bender: 11-0 / 13-10
- Katy Brydon –  Evy Descamps: 11-2 / 11-3

## Dameneinzel
- Marina Andrievskaia –  Tine Høy: 11-3 / 11-1
- Natalia Golovkina –  Karina Lengauer: 11-8 / 11-4
- Mika Anjo –  Katja Michalowsky: 11-8 / 11-9
- Dong Fang –  Sun Jian: 11-3 / 11-1
- Miho Tanaka –  Aparna Popat: 11-5 / 11-4
- Brenda Beenhakker –  Tine Baun: 11-9 / 11-4
- Petra Overzier –  Birgit Overzier: 11-1 / 11-1
- Hu Ting –  Louisa Koon Wai Chee: 11-7 / 11-3
- Kyoko Komuro –  Karina de Wit: 11-5 / 11-9
- Anu Nieminen –  Verena Fastenbauer: 11-0 / 11-3
- Parul Priyadarshini –  Caren Hückstädt: 11-1 / 11-1
- Lonneke Janssen –  Corina Herrle: 11-8 / 11-6
- B. R. Meenakshi –  Anne Marie Pedersen: 11-8 / 4-11 / 11-4
- Elena Nozdran –  Juliane Schenk: 11-1 / 11-0
- Stefanie Müller –  Justine Willmott: w.o.
- Ling Wan Ting –  Nicole Grether: w.o.
- Marina Andrievskaia –  Natalia Golovkina: 11-3 / 11-2
- Dong Fang –  Mika Anjo: 11-4 / 11-5
- Miho Tanaka –  Stefanie Müller: 13-10 / 11-6
- Brenda Beenhakker –  Ling Wan Ting: 11-2 / 11-7
- Hu Ting –  Petra Overzier: 11-8 / 11-6
- Kyoko Komuro –  Anu Nieminen: 3-11 / 11-9 / 11-9
- Lonneke Janssen –  Parul Priyadarshini: 11-2 / 11-2
- Elena Nozdran –  B. R. Meenakshi: 11-4 / 11-7
- Dong Fang –  Marina Andrievskaia: 3-11 / 11-6 / 11-1
- Brenda Beenhakker –  Miho Tanaka: 11-13 / 13-10 / 11-6
- Hu Ting –  Kyoko Komuro: 11-2 / 11-1
- Elena Nozdran –  Lonneke Janssen: 11-3 / 11-2
- Dong Fang –  Brenda Beenhakker: 11-3 / 11-3
- Hu Ting –  Elena Nozdran: 11-3 / 11-10
- Dong Fang –  Hu Ting: 11-6 / 11-3

## Herrendoppel Qualifikation
- Guntur Hariono /  Maurice Niesner –  Marc Hannes /  Ian Maywald: 11-15 / 15-8 / 15-14
- Kasper Nielsen /  Søren B. Nielsen –  Konstantin Dubs /  Roman Spitko: 15-5 / 15-12
- Liu Qiwen /  Zhang Yi –  Matthias Krawietz /  Timo Teulings: 15-8 / 15-7
- Christoph Clarenbach /  Matthias Kuchenbecker –  Stephan Löll /  David Papendick: 15-13 / 17-14
- Takanori Aoki /  Toru Matsumoto –  Marek Bujak /  Marc Zwiebler: 15-9 / 15-9
- Chen Yu  /  Xiao Li –  Michael Cassel /  Robin Niesner: 15-7 / 15-8
- Heryanto Arbi /  Dharma Gunawi –  Shen Li /  Yong Yudianto: 15-12 / 15-11
- Kasper Nielsen /  Søren B. Nielsen –  Cai-Simon Preuten /  Christoph Schnaase: 15-8 / 15-6
- Liu Qiwen /  Zhang Yi –  Raphael Gross /  Jan Junker: 15-2 / 15-3
- Takanori Aoki /  Toru Matsumoto –  Christoph Clarenbach /  Matthias Kuchenbecker: 15-8 / 15-11
- Heryanto Arbi /  Dharma Gunawi –  Matthias Becker /  Thimm Spitzer: 15-4 / 15-1

## Herrendoppel
- Ingo Kindervater /  Sebastian Ottrembka –  Martin Delfs /  Morten Hansen: 15-5 / 11-15 / 17-16
- Takanori Aoki /  Toru Matsumoto –  Boris Reichel /  Sebastian Schmidt: 15-8 / 15-10
- Joachim Fischer Nielsen /  Janek Roos –  Muhammad Hafiz Hashim /  Rashid Sidek: 15-2 / 15-5
- Peter Jeffrey /  David Lindley –  Thomas Røjkjær Jensen /  Tommy Sørensen: 11-15 / 15-5 / 15-5
- Takuya Katayama /  Yuzo Kubota –  Kristian Roebuck /  Paul Trueman: 15-11 / 15-11
- Michael Lamp /  Jonas Rasmussen –  Kristof Hopp /  Thomas Tesche: 15-7 / 12-15 / 15-11
- Jesper Christensen /  Ove Svejstrup –  Guntur Hariono /  Maurice Niesner: 15-5 / 15-4
- Harald Koch /  Jürgen Koch –  Jochen Cassel /  Gregor Hönscheid: 11-15 / 15-7 / 15-7
- James Anderson /  Graham Hurrell –  Jean-Michel Lefort /  Mihail Popov: 17-14 / 15-13
- Anthony Clark /  Ian Sullivan –  Steve Marvin /  Franklin Wahab: 15-2 / 15-4
- Heryanto Arbi /  Dharma Gunawi –  Mathias Boe /  Michael Jensen: 15-11 / 15-7
- Thomas Hovgaard /  Jesper Mikla –  Tijs Creemers /  Jan van Esch: 15-3 / 3-15 / 15-3
- Ingo Kindervater /  Sebastian Ottrembka –  Abhishek Bakshi /  Sachin Ratti: 15-6 / 15-11
- Joachim Fischer Nielsen /  Janek Roos –  Takanori Aoki /  Toru Matsumoto: 15-2 / 15-6
- Ma Che Kong /  Yau Tsz Yuk –  Peter Jeffrey /  David Lindley: 15-9 / 17-14
- Michael Lamp /  Jonas Rasmussen –  Takuya Katayama /  Yuzo Kubota: 17-15 / 9-15 / 15-8
- Jesper Christensen /  Ove Svejstrup –  Harald Koch /  Jürgen Koch: 15-11 / 15-9
- Jim Laugesen /  Michael Søgaard –  James Anderson /  Graham Hurrell: 15-4 / 15-6
- Anthony Clark /  Ian Sullivan –  Heryanto Arbi /  Dharma Gunawi: 17-15 / 15-12
- Thomas Hovgaard /  Jesper Mikla –  Michael Helber /  Björn Siegemund: 15-7 / 11-15 / 15-7
- Joachim Fischer Nielsen /  Janek Roos –  Ingo Kindervater /  Sebastian Ottrembka: 15-5 / 15-4
- Michael Lamp /  Jonas Rasmussen –  Ma Che Kong /  Yau Tsz Yuk: 15-9 / 15-8
- Jim Laugesen /  Michael Søgaard –  Jesper Christensen /  Ove Svejstrup: 15-2 / 15-7
- Anthony Clark /  Ian Sullivan –  Thomas Hovgaard /  Jesper Mikla: 15-8 / 15-10
- Michael Lamp /  Jonas Rasmussen –  Joachim Fischer Nielsen /  Janek Roos: 15-8 / 15-2
- Jim Laugesen /  Michael Søgaard –  Anthony Clark /  Ian Sullivan: 11-15 / 15-7 / 15-4
- Jim Laugesen /  Michael Søgaard –  Michael Lamp /  Jonas Rasmussen: 16-17 / 15-10 / 15-7

## Damendoppel
- Carina Mette /  Juliane Schenk –  B. R. Meenakshi /  Parul Priyadarshini: 15-2 / 15-2
- Karen Neumann /  Katrin Schmidt –  Liesbeth Dufraing /  Ann Soenens: 15-5 / 15-7
- Corina Herrle /  Caren Hückstädt –  Liesbeth Aerts /  Sofie Robbrecht: 15-3 / 15-5
- Katja Michalowsky /  Anika Sietz –  Petra Overzier /  Anja Weber: 8-15 / 15-11 / 17-14
- Huang Sui /  Lu Ying –  Jane F. Bramsen /  Karina Sørensen: 15-4 / 15-3
- Emi Seki /  Machiko Yoneya –  Natalia Golovkina /  Elena Nozdran: 9-15 / 15-2 / 15-2
- Britta Andersen /  Julie Houmann –  Stefanie Müller /  Michaela Peiffer: 15-13 / 7-15 / 15-4
- Anne Hönscheid /  Kathrin Piotrowski –  Janneke Aalbers /  Betty Krab: 15-9 / 15-1
- Corina Herrle /  Caren Hückstädt –  Verena Fastenbauer /  Karina Lengauer: 3-15 / 15-6 / 15-11
- Katja Michalowsky /  Anika Sietz –  Tine Høy /  Anne Marie Pedersen: 11-15 / 15-4 / 17-16
- Huang Sui /  Lu Ying –  Nicol Pitro /  Tine Baun: 15-5 / 15-8
- Gail Emms /  Joanne Nicholas –  Emi Seki /  Machiko Yoneya: 3-15 / 17-15 / 15-6
- Dong Fang /  Hu Ting –  Britta Andersen /  Julie Houmann: 15-2 / 15-12
- Ang Li Peng /  Chor Hooi Yee –  Anne Hönscheid /  Kathrin Piotrowski: 15-11 / 15-8
- Karen Neumann /  Katrin Schmidt –  Sandra Marinello /  Birgit Overzier: w.o.
- Yoshiko Iwata /  Haruko Matsuda –  Karen Neumann /  Katrin Schmidt: 15-2 / 15-12
- Katja Michalowsky /  Anika Sietz –  Corina Herrle /  Caren Hückstädt: 15-11 / 15-4
- Huang Sui /  Lu Ying –  Gail Emms /  Joanne Nicholas: 15-2 / 15-4
- Ang Li Peng /  Chor Hooi Yee –  Dong Fang /  Hu Ting: 15-13 / 9-15 / 15-11
- Yoshiko Iwata /  Haruko Matsuda –  Katja Michalowsky /  Anika Sietz: 15-8 / 15-6
- Huang Sui /  Lu Ying –  Ang Li Peng /  Chor Hooi Yee: 15-7 / 15-3
- Huang Sui /  Lu Ying –  Yoshiko Iwata /  Haruko Matsuda: 15-5 / 15-3

## Mixed
- Björn Siegemund /  Nicol Pitro –  Kurt Nijs /  Liesbeth Aerts: 15-2 / 15-4
- Ma Che Kong /  Louisa Koon Wai Chee –  Boris Reichel /  Birgit Overzier: 15-4 / 15-9
- Mathias Boe /  Britta Andersen –  Zhang Yi /  Huang Sui: 15-10 / 15-9
- Yau Tsz Yuk /  Ling Wan Ting –  Michael Helber /  Karen Neumann: 15-7 / 17-14
- Liu Qiwen /  Lu Ying –  Peter Moritz /  Verena Fastenbauer: 15-7 / 15-10
- Vladislav Druzchenko /  Natalia Golovkina –  Ingo Kindervater /  Caren Hückstädt: 15-7 / 15-5
- Michael Jensen /  Julie Houmann –  Jan van Esch /  Janneke Aalbers: 15-7 / 15-4
- Joachim Tesche /  Anne Hönscheid –  Stuart Arthur /  Sophie Jutras: 8-15 / 15-11 / 15-12
- James Anderson /  Sara Sankey –  Michael Cassel /  Corina Herrle: 15-6 / 15-2
- Kristof Hopp /  Kathrin Piotrowski –  Hu Zhilang /  Qian Hong: w.o.
- Morten Hansen /  Karina Sørensen –  Tijs Creemers /  Carolien Glebbeek: w.o.
- Christoph Schnaase /  Juliane Schenk –  Chang Kim Wai /  Ang Li Peng: w.o.
- Ian Sullivan /  Gail Emms –  Kristof Hopp /  Kathrin Piotrowski: 15-5 / 15-8
- Björn Siegemund /  Nicol Pitro –  Morten Hansen /  Karina Sørensen: 15-4 / 15-3
- Takuya Katayama /  Yoshiko Iwata –  Christoph Schnaase /  Juliane Schenk: 15-12 / 15-0
- Mathias Boe /  Britta Andersen –  Ma Che Kong /  Louisa Koon Wai Chee: 15-8 / 15-11
- Yau Tsz Yuk /  Ling Wan Ting –  Liu Qiwen /  Lu Ying: 16-17 / 15-2 / 15-8
- Jonas Rasmussen /  Jane F. Bramsen –  Vladislav Druzchenko /  Natalia Golovkina: 15-2 / 15-9
- Joachim Tesche /  Anne Hönscheid –  Michael Jensen /  Julie Houmann: 15-12 / 15-8
- Yuzo Kubota /  Haruko Matsuda –  James Anderson /  Sara Sankey: 9-15 / 15-8 / 15-4
- Ian Sullivan /  Gail Emms –  Björn Siegemund /  Nicol Pitro: 15-12 / 15-7
- Mathias Boe /  Britta Andersen –  Takuya Katayama /  Yoshiko Iwata: 15-3 / 15-8
- Jonas Rasmussen /  Jane F. Bramsen –  Yau Tsz Yuk /  Ling Wan Ting: 15-2 / 15-4
- Yuzo Kubota /  Haruko Matsuda –  Joachim Tesche /  Anne Hönscheid: 7-15 / 15-10 / 15-1
- Ian Sullivan /  Gail Emms –  Mathias Boe /  Britta Andersen: 15-6 / 15-10
- Jonas Rasmussen /  Jane F. Bramsen –  Yuzo Kubota /  Haruko Matsuda: 15-2 / 15-2
- Jonas Rasmussen /  Jane F. Bramsen –  Ian Sullivan /  Gail Emms: 15-3 / 7-15 / 15-4